# Corso Regina Margherita

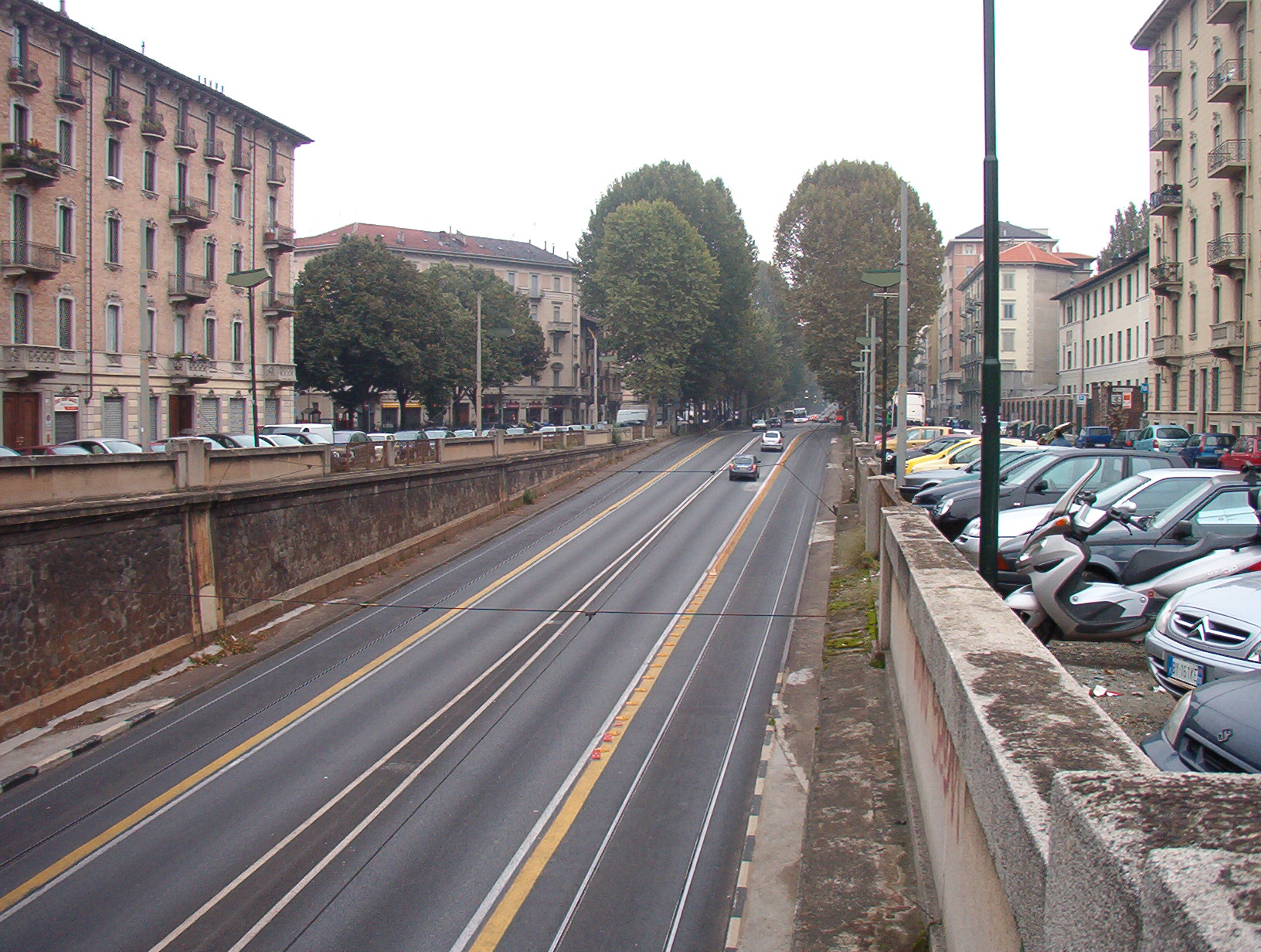
Corso Regina Margherita

Corso Regina Margherita – jedna z głównych arterii Turynu. Aleja zaczyna się na Piazza Le Regina Margherita w północno-wschodniej części zabytkowego centrum miasta nad Padem. Arteria prowadzi w kierunku wschodnim najpierw przez śródmieście, a następnie przez obrzeża miasta do węzła z północną obwodnicą autostradową. Na przedmieściach Turynu przy Corso Regina Margherita znajduje się zespół parkowy Parco della Pellerina. Kilkaset metrów dalej przy ulicy położone jest także więzienie.